# Amtsgericht Zeulenroda
Das Amtsgericht Zeulenroda war von 1879 bis 1952 ein Amtsgericht mit Sitz in Zeulenroda für das Fürstentum Reuß älterer Linie und später dem Land Thüringen.

## Vorgeschichte
Zeulenroda war von 1711 bis 1867 Sitz des Landesherrlichen Gerichtes/Stadtvogteigericht Zeulenroda. Mit der Verwaltungs- und Gerichtsreorganisation 1868 wurde die Trennung der Rechtsprechung von der Verwaltung umgesetzt. Die Verwaltungsaufgaben wurden nun vom neuen Landkreis Greiz, die Rechtsprechung vom Kreisgericht Zeulenroda wahrgenommen.

## Geschichte

### Reuß
Mit den Reichsjustizgesetzen wurde im Deutschen Reich reichsweit eine einheitliche Gerichtsorganisation geschaffen. Das Gerichtsverfassungsgesetz vom 27. Januar 1877 legte als Instanzenzug Amtsgerichte, Landgerichte und Oberlandesgerichte fest. Die Umsetzung in Reuß älterer Linie führte aufgrund der geringen Größe und der Zersplitterung der Landesteile zu sehr kleinen Gerichten. Auf Obergerichtsebene hatte es bereits vorher das gemeinschaftliche Oberappellationsgericht Jena gegeben, da Reuß ä.L. um ein Vielfaches zu klein für ein eigenes Obergericht gewesen war. Dieses wurde nun zum Oberlandesgericht Jena. Als Landgericht wurde das Landgericht Greiz geschaffen, das  für das ganze Fürstentum zuständig war. Das Amtsgericht Zeulenroda war eines von drei Amtsgerichten, die dem Landgericht Greiz nachgeordnet waren. Es war der Nachfolger des nun aufgehobenen Kreisgerichtes Zeulenroda. Das Amtsgericht Zeulenroda war eines der kleinsten Amtsgerichte im Deutschen Reich. Im Jahre 1880 war es für weniger als 5000 Einwohner zuständig und hatte nur eine Richterstelle.
Rechtsgrundlage für die Bildung der Gerichte war das 32. Gesetz vom 21. November 1878, Aenderungen der bestehenden Gerichtsorganisation betreffend.
Nach der Novemberrevolution 1918 wurde die Auflösung der thüringischen Kleinstaaten und die Bildung eines neuen Landes Thüringen betrieben. Damit verbunden war eine völlige Neuordnung der Gerichte. In einem ersten Schritt wurden Reuß ä. L. und Reuß jüngere Linie im Volksstaat Reuß zusammengefasst. Nach der Gründung des Volksstaates Reuß wurde mit Erlass vom 11. Juli 1919 betreffend die Abänderung des Staatsvertrags über die Fortdauer der Landgerichtsgemeinschaft in Gera das bis dahin bestehende Amtsgericht Zeulenroda dem Landgericht Gera nachgeordnet. Damit wurde die Neuordnung umgesetzt, die der Arbeiter- und Soldatenrat bereits mit dem Gemeinschaftsnotgesetz, betr. den Zusammenschluß der beiden Freistaaten Reuß auf dem Gebiete der Gesetzgebung, Verwaltung und Rechtspflege vom 21. Dezember 1918 verordnet hatte.

### Thüringen
In Thüringen wurde die Gerichtsorganisation mit dem Gesetz über die Sitze und Bezirke der ordentlichen Gerichte im Lande Thüringen vom 15. Juni 1923 völlig neu geordnet. Das Amtsgericht Zeulenroda blieb erhalten, sein Gerichtssprengel setzte sich wie folgt zusammen:
- Arnsgrün
- Büna
- Bernsgrün
- Dobia
- Dörtendorf
- Frotschau
- Göhren (mit Döhlen bei Auma)
- Göttendorf
- Hohenleuben
- Krölpa
- Leiningen
- Merkendorf-Pießgitz
- Muntscha
- Neuärgernitz
- Pöllwitz
- Schönbrunn
- Staitz
- Triebes
- Wenigenauma
- Wolfshain
- Zickra bei Auma
- Zeulenroda

In der DDR wurden 1952 die Amtsgerichte abgeschafft und das Gericht in das Kreisgericht Zeulenroda umgewandelt. Nach dem Zusammenbruch der DDR wurde das Amtsgericht Zeulenroda 1990 wiederhergestellt aber 1994 mit dem Thüringer Gerichtsstandortgesetz aufgehoben. Im Jahre 1994 endete die Geschichte der Gerichte in Zeulenroda endgültig.

## Amtsgerichtsgebäude
Das Amtsgericht befand sich im Gebäude Markt 7/8.
Das Haus wurde nach dem Stadtbrand von 1790 für das Handelshaus Ganzesaug errichtet. Zwischen 1832 und 1850 waren darin das Stadtvogteigericht, Kreisgericht und Amtsgericht Zeulenroda untergebracht. Heute wird das Gebäude unter anderem als Stadtbibliothek und für die Fachdienste der Stadtverwaltung Zeulenroda-Triebes genutzt.

## Richter
- Hugo Hanitsch (ab 1888)